# Dél-Dunántúl
Transdanubio Meridional (en húngaro: «Dél-Dunántúl») es una región estadística (NUTS 2) de Hungría. Forma parte de la región mayor de Transdanubio («Dunántúl», NUTS 1). La Észak-Alföld agrupa tres condados húngaros: Somogy, Tolna y Baranya. La capital de la región es Pécs. 

## Ciudades más pobladas
| Ciudad    | Población (2009) |
| --------- | ---------------- |
| Pécs      | 156.974          |
| Kaposvár  | 67.663           |
| Szekszárd | 33.883           |
| Komló     | 25.881           |
| Siófok    | 24.221           |
| Dombóvár  | 20.084           |
| Paks      | 19.833           |
| Mohács    | 19.129           |